# Eugen Stross
Eugen Gustav Stross (* 1954 in Salzburg) ist ein österreichischer Grafiker. 

## Leben
Eugen Stross beendete seine Ausbildung 1974 an der Höheren Technischen Bundeslehranstalt HTBLA für Weberei und Textildesign mit Auszeichnung. Danach arbeitete er einige Jahre als Textildesigner in München. Er ist seit 1975 verheiratet, hat zwei Kinder, und lebt in Bruckmühl im Landkreis Rosenheim.

## Auszeichnungen
1994 und 2004 wurde Eugen Stross für das „Buch des Monats“ der Deutschen Akademie für Kinder- und Jugendliteratur ausgezeichnet. Er erhielt außerdem 2008 eine Gold- und 2009 eine Silbermedaille des Graphischen Klubs Stuttgart für seine Kunstkalender „Avant Art“. 2015 wurde er mit Bronze beim Gregor Calendar Award ausgezeichnet. 

## Werke
Seit 1980 arbeitet der Grafiker als Designer, Maler, Illustrator und Autor von mehr als 40 Kinderbüchern. Er selbst schrieb 10 Kinderbücher und illustrierte außerdem Bücher u. a. von Bischof Franz Kamphaus, Pierre Franckh, Albert Biesinger und Barbara Cratzius. Einige Bücher von Eugen Stross wurden in verschiedene Sprachen übersetzt: Koreanisch, Italienisch, Niederländisch und Norwegisch. Seine Kunst- und Cartoonkalender und Postkarten werden von deutschen und internationalen Verlage vertrieben.
Seine Arbeiten sind durch ausdrucksstarke und stimmungsvolle Farbpaletten gekennzeichnet, mit denen er leicht abstrahierte, minimalistische Landschaften oder detailreiche, verspielte Tierportraits darstellt. Bei seiner Grafik verwendet er Acryl- und Aquarellfarben, Bleistift und Feder. 